# Crenicichla sipaliwini
Crenicichla sipaliwini es una especie de peces de la familia Cichlidae en el orden de los Perciformes.

## Morfología
Los machos pueden llegar alcanzar los 17,3 cm de longitud total.

## Distribución geográfica
Se encuentran en Sudamérica: Surinam.